# Драфт НБА 1968
Драфт НБА 1968 року відбувся 3 квітня, 8 і 10 травня. 14 команд Національної баскетбольної асоціації (НБА) по черзі вибирали найкращих випускників коледжів. Гравець, який завершував четвертий рік у коледжі отримував право на участь у драфті. Перші два права вибору належали командам, які посіли останні місця у своїх конференціях, а їхній порядок визначало підкидання монети. Сан-Дієго Рокетс виграли підкидання монети і отримали перший загальний драфт-пік, а Балтимор Буллетс - другий. Решту драфт-піків першого а також інших раундів команди дістали у зворотньому порядку до їхнього співвідношення перемог до поразок у сезоні 1967–1968. Шість команд з найкращою різницею перемог до поразок не мали права вибору в другому раунді. Дві команди розширення, Мілвокі Бакс і Фінікс Санз, вперше взяли участь у драфті НБА і отримали в першому раунді сьомий і восьмий драфт-піки, а також два останніх драфт-піки в кожному наступному раунді. Сент-Луїс Гокс переїхали до Атланти і стали називатися Атланта Гокс перед початком сезону. Драфт складався з 21-го раунду, на якому вибирали 214 гравців.

## Нотатки щодо виборів на драфті і кар'єр деяких гравців
Сан-Дієго Рокетс під загальним першим номером вибрав Елвіна Гейса з Університету Х'юстона. Балтимор Буллетс під другим загальним номером вибрав Веса Анселда з Університету Луїсвілла. У своєму першому сезоні він виграв звання новачка року і найціннішого гравця, Ставши лише другим гравцем, після Вілта Чемберлейна у сезоні 1959–1960, якому вдалося в один сезон виграти обидві нагороди. Гейс і Анселд введені до Зали слави. Також їх обрано до списку 50 найвизначніших гравців в історії НБА, оголошеного 1996 року до 50-річчя ліги. Гейс і Анселд обидва стали чемпіонами НБА в складі Вашингтон Буллетс у сезоні 1977–1978. У фіналі 1978 названо найціннішим гравцем. Анселд, який усі свої 13 років у НБА провів у складі Буллетс, також один раз потрапляв до Збірної всіх зірок і п'ять разів на Матч всіх зірок, а Гейс - шість разів до Збірної всіх зірок і 12 - на Матч всіх зірок. Крім них єдиним гравцем з цього драфту, якого обирали на Матч усіх зірок, був Боб Кауффман. За свою кар'єру він тричі брав участь у цьому матчі.

## Драфт

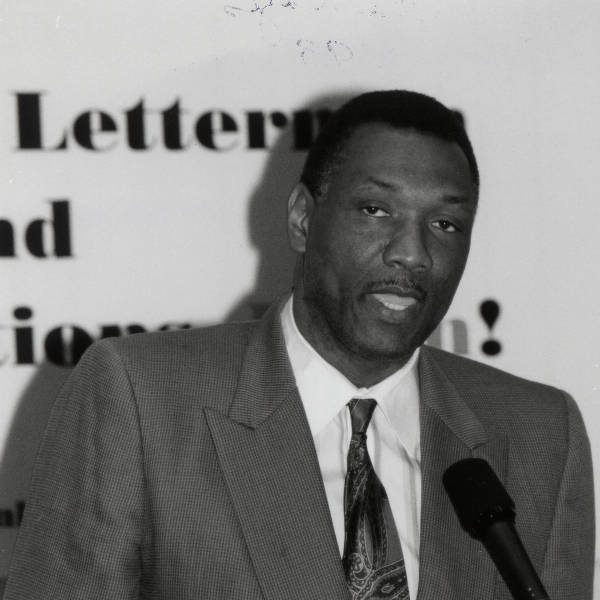
Сан-Дієго Рокетс вибрали Елвіна Гейса під першим загальним номером.

| Поз.    | G        | F       | C         |
| Позиція | Захисник | Форвард | Центровий |

| ^ | Позначає гравців, обраних у Баскетбольну залу слави Нейсміта                     |
| + | Позначає гравців, які взяли участь принаймні в одній грі матчу всіх зірок НБА    |
| # | Позначає гравців, які жодного разу не грали в регулярному сезоні НБА або плей-оф |

| Раунд | Вибір | Гравець                              | Поз. | Громадянство | Команда НБА                      | Коледж/Клуб              |
| ----- | ----- | ------------------------------------ | ---- | ------------ | -------------------------------- | ------------------------ |
| 1     | 1     | Елвін Гейс^                          | F/C  | США          | Сан-Дієго Рокетс                 | Х'юстон                  |
| 1     | 2     | Вес Анселд^                          | F/C  | США          | Балтимор Буллетс                 | Луїсвілл                 |
| 1     | 3     | Боб Кауффман+                        | F/C  | США          | Сіетл Суперсонікс                | Гілфорд                  |
| 1     | 4     | Том Борвінкл                         | C    | США          | Чикаго Буллз                     | Теннессі                 |
| 1     | 5     | Дон Сміт (тепер Заід Абдул-Азіз)1[›] | F/C  | США          | Цинциннаті Роялз                 | Айова Стейт              |
| 1     | 6     | Отто Мур                             | F/C  | США          | Детройт Пістонс                  | Пан-Амерікан             |
| 1     | 7     | Чарлі Полк                           | F/C  | США          | Мілвокі Бакс                     | Північно-Східна Оклахома |
| 1     | 8     | Гарі Грегор                          | F/C  | США          | Фінікс Санз                      | Південна Кароліна        |
| 1     | 9     | Рон Вільямс                          | G    | США          | Сан-Франциско Ворріорз           | Вест Вірджинія           |
| 1     | 10    | Білл Госкет                          | F/C  | США          | Нью-Йорк Нікс                    | Огайо Стейт              |
| 1     | 11    | Білл Г'юітт                          | F    | США          | Лос-Анджелес Лейкерс             | УПК                      |
| 1     | 12    | Дон Чейні                            | G    | США          | Бостон Селтікс                   | Х'юстон                  |
| 1     | 13    | Скіп Гарлічка                        | G    | США          | Атланта Гокс                     | Південна Кароліна        |
| 1     | 14    | Шейлер Галімон                       | G/F  | США          | Філадельфія Севенті-Сіксерс      | Юта Стейт                |
| 2     | 15    | Джон Трапп                           | F    | США          | Сан-Дієго Рокетс                 | Nevada Southern          |
| 2     | 16    | Арт Гарріс                           | G    | США          | Сіетл Суперсонікс                | Стенфорд                 |
| 2     | 17    | Лой Пітерсен                         | G    | США          | Чикаго Буллз                     | Орегон Стейт             |
| 2     | 18    | Боб Квік                             | G/F  | США          | Балтимор Буллетс                 | Зав'єр (OH)              |
| 2     | 19    | Рон Данлеп#                          | C    | США          | Чикаго Буллз (від Цинциннаті)[a] | Іллінойс                 |
| 2     | 20    | Менні Лікс                           | F/C  | США          | Детройт Пістонс                  | Ніагара                  |
| 2     | 21    | Дік Каннінгем                        | C    | США          | Фінікс Санз                      | Мюррей Стейт             |
| 2     | 22    | Джін Мур#                            | F/C  | США          | Мілвокі Бакс                     | Сент-Луїс                |

## Інші вибори
Цих гравців на драфті НБА 1985 вибрали після другого раунду, але вони зіграли в НБА принаймні одну гру.
| Раунд | Вибір | Гравець          | Поз. | Громадянство | Команда НБА                        | Коледж/Клуб        |
| ----- | ----- | ---------------- | ---- | ------------ | ---------------------------------- | ------------------ |
| 3     | 23    | Стю Ланц         | G    | США          | Сан-Дієго Рокетс                   | Небраска           |
| 3     | 27    | Пет Фрінк        | G    | США          | Цинциннаті Роялз                   | Колорадо           |
| 3     | 28    | Фред Фостер      | F    | США          | Цинциннаті Роялз (від Детройт)[b]  | Маямі (OH)         |
| 3     | 30    | Дон Мей          | F    | США          | Нью-Йорк Нікс                      | Дейтон             |
| 3     | 31    | Дейв Ньюмарк     | C    | США          | Чикаго Буллз (від Лос-Анджелес)[c] | Коламбія           |
| 3     | 32    | Гарфілд Сміт     | F/C  | США          | Бостон Селтікс                     | Східний Кентуккі   |
| 3     | 35    | Сем Вільямс      | G    | США          | Мілвокі Бакс                       | Айова              |
| 4     | 37    | Гаррі Барнс      | F    | США          | Сан-Дієго Рокетс                   | Нортістерн         |
| 4     | 39    | Майк Лінн        | F    | США          | Чикаго Буллз                       | УКЛА               |
| 4     | 42    | Річ Німанн       | C    | США          | Детройт Пістонс                    | Сент-Луїс          |
| 4     | 45    | Ед Біденбах      | G    | США          | Лос-Анджелес Лейкерс               | НК Стейт           |
| 4     | 46    | Річ Джонсон      | C    | США          | Бостон Селтікс                     | Гремблінг          |
| 4     | 49    | Річ Джонс        | F/C  | США          | Фінікс Санз                        | Мемфіс Стейт       |
| 4     | 50    | Грег Сміт        | F    | США          | Мілвокі Бакс                       | Західний Кентуккі  |
| 5     | 52    | Ел Гейрстон      | G    | США          | Сіетл Суперсонікс                  | Боулінг Грін       |
| 5     | 57    | Джим Ікінс       | C    | США          | Сан-Франциско Ворріорз             | Браєм Янг          |
| 6     | 70    | Воллі Андерзунас | F/C  | США          | Детройт Пістонс                    | Крейгтон           |
| 6     | 71    | Боб Аллен        | F    | США          | Сан-Франциско Ворріорз             | Маршалл            |
| 6     | 76    | Чак Вільямс      | G    | США          | Філадельфія Севенті-Сіксерс        | Колорадо           |
| 6     | 77    | Род Ноулз        | F/C  | США          | Фінікс Санз                        | Девідсон           |
| 7     | 79    | Рік Аделман      | G    | США          | Сан-Дієго Рокетс                   | Лойола (CA)        |
| 8     | 96    | Баррі Ормс       | G    | США          | Балтимор Буллетс                   | Сент-Луїс          |
| 10    | 122   | Джо Кеннеді      | F    | США          | Сіетл Суперсонікс                  | Дьюк               |
| 10    | 131   | Двайт Воллер     | F    | США          | Атланта Гокс                       | Теннессі Стейт     |
| 11    | 136   | Джим Марш        | F    | США          | Сіетл Суперсонікс                  | УПК                |
| 11    | 147   | Рон Бун          | G/F  | США          | Фінікс Санз                        | Айдахо Стейт       |
| 13    | 162   | Бад Огден        | F    | США          | Сіетл Суперсонікс                  | Санта-Клара        |
| 13    | 163   | Герм Гілліам     | G/F  | США          | Чикаго Буллз                       | Пердью             |
| 15    | 187   | Джонні Баум      | F    | США          | Лос-Анджелес Лейкерс               | Темпл              |
| 17    | 202   | Мілт Вільямс     | G    | США          | Нью-Йорк Нікс                      | Лінкольн (Міссурі) |

## Обміни
- a  20 жовтня 1967, Чикаго Буллз придбали Флінна Робінсона та піки другого раунду 1968 і 1969 років у Цинциннаті Роялз в обмін на Гая Роджерса.[11][12] Буллз використали цей драфт-пік, щоб вибрати Рона Данлепа.
- b  27 листопада 1967, Цинциннаті Роялз придбали драфт-пік третього раунду від Детройт Пістонс в обмін на Лена Чаппелла.[13][14] Роялс використали цей драфт-пік, щоб вибрати Фреда Фостера.
- c  9 січня 1968, Чикаго Буллз придбали Джима Барнса драфт-пік третього раунду від Лос-Анджелес Лейкерс в обмін на Ервіна Мюллера.[12][15] Буллз використали цей драфт-пік, щоб вибрати Дейва Ньюмарка.

## Нотатки
^ 1: Дон Сміт змінив своє ім'я на Заід Абдул-Азіз у 1976 році.